# フリオ・グロンドーナ
フリオ・ウンベルト・グロンドーナ（スペイン語: Julio Humberto Grondona、1931年9月18日 - 2014年7月30日）はアルゼンチンのサッカー協会役員である。グロンドーナは1979年よりアルゼンチンサッカー協会の会長を務めている。また、2014年まで、グロンドーナは国際サッカー連盟（FIFA）の副会長も務めていた。2015年限りで会長を退任する予定であったが、2014年7月30日に大動脈瘤のため82歳で亡くなった。

## 経歴

### アルセナルFC
グロンドーナのサッカーにおけるキャリアは1956年に始まった。彼と彼の兄弟であるエクトルはイングランドのサッカークラブ、アーセナルFCを参考にしてアルセナルFCをブエノスアイレス州・アベジャネーダに設立した。チームカラーの淡青と赤はアベジャネーダで当時人気のあったクラブ、ラシン・クルブとCAインデペンディエンテの色を組み合わせたものであった。
グロンドーナは1957年からCAインデペンディエンテの会長に選出される1976年まで20年近くクラブ会長を務めた。彼が会長に就任すると、クラブは1962年にアルゼンチン4部リーグから昇格、1964年には3部リーグで優勝を果たした。

### CAインデペンディエンテ
彼はアルセナルFCで会長を務めている傍らで隣のクラブ、CAインデペンディエンテでも役員を務めており、1962年にはプロサッカー委員会の委員長に選出された。グロンドーナがこの役職に就いている間、チームは1963年のプリメーラ・ディビシオン、1964年、1965年のコパ・リベルタドーレス、及び1967年のカンペオナート・ナシオナルを制覇した。
1970年、会長選挙で敗れると彼はクラブを離れたが、1976年に前職のホセ・エペルボイムを投票で制して再び会長に復帰した。グロンドーナ会長のもと、インデペンディエンテは1977年にコルドバで行われたカンペオナート・ナシオナル決勝戦のタジェレス・デ・コルドバ戦において3人の退場者を出しながらも優勝した。翌年の1978年のカンペオナート・ナシオナルではリーベル・プレートを破って優勝した。サッカーアルゼンチン代表が地元開催となった1978 FIFAワールドカップで初優勝を達成した直後の1979年、彼はCAウラカンのダビド・ブラクートの後を継いでアルゼンチンサッカー協会の会長に就任した。

### アルゼンチンサッカー協会
グロンドーナ会長のもと、アルゼンチンはFIFAワールドカップにおいて1986年大会と、1990年大会の2回決勝戦に進出した。両大会とも決勝戦では西ドイツ代表と対戦し、1986年大会は優勝、1990年大会は準優勝を達成した。また、オリンピックサッカー競技では3回決勝戦に進出しており、1996年アトランタ大会では銀メダル、2004年アテネオリンピックと2008年北京オリンピックでは金メダルを獲得している。この他にも、FIFA U-20ワールドカップでは6回優勝（1979年、1995年、1997年、2001年、2005年、2007年）。

## 発言
2003年、グロンドーナはアルゼンチンのサッカー審判員の審判基準に関するジャーナリストの質問を受けた返答で批判を浴びることとなった。グロンドーナは以下のように発言した。「私はこのレベルにおいてユダヤ人が審判になれるとは思わない。審判員の仕事にはハードワークが要求されるが、あなたも知っての通り、ユダヤ人はハードワークを好まない。」また、2011年5月31日、ドイツの記者のインタヴューのなかで2018 FIFAワールドカップと2022 FIFAワールドカップの開催国を決定する投票でどこの国に投票するかを尋ねられた際、グロンドーナは「ああ、私はカタールに投票するよ、なぜならアメリカ合衆国への投票はイングランドへの投票とほぼ同義で、それはできない相談だ...しかし、イングランドの投票勧誘に対して私はこう言ったよ。『簡潔に言おう。もしイングランドが実効支配している我々の領土、フォークランド諸島を還すというならば、投票は可能だ。』とね。彼らは悲しそうな顔をして帰っていったよ。」